# Okuku (Nouvelle-Zélande)
Okuku est une petite communauté agricole localisée dans la région de North Canterbury   dans l’Île du Nord de la Nouvelle-Zélande.

## Situation
Elle siège à 20 kilomètres au nord-ouest de la ville de Rangiora.

## Géographie
Okuku consiste en un mélange de terrains agricoles plats et ondulés, équipés de fermes et de lits de rivières, qui drainent un bassin situé aux pieds de la chaîne de collines situées vers le nord.
Okuku est limité au sud par le fleuve Ashley (qui est la principale rivière du secteur), vers l’est par la rivière Okuku, et vers l’ouest par la rivière Garry.
Le « mont Thomas » est le point le plus haut avec une altitude de 1 023 m.

## Population
Lors du recensement de 2013 en Nouvelle-Zélande, la population était de 639 habitants.